# Анаморфоза (изкуство)
Вижте пояснителната страница за други значения на  Анаморфоза .
Анаморфоза от на старогръцки: ἀναμόρφωσις, (anamorphosis) или на гръцки: αναμόρφωση — e такова изменение (изкривяване на формата (на образа)), при което тя става неразпознаваема, но при определени условия като разглеждане под определен ъгъл или с помощта на огледало със специална форма може да се превърне в лесно разпознаваем образ. Един от най-известните примери за това е картината на Ханс Холбайн Млади „Посланиците“. В картината се забелязва странен продълговат предмет, който при разглеждане под ъгъл или с изпъкнало огледало се разпознава като череп..
От времето на Ренесанса анаморфозата се използва много широко в илюзорната таванна живопис, за да се създаде вътрешноархитектурно пространство, което да бъде оценено от един наблюдател от определено място (гледащ отдолу). При това се получава пълна илюзия за високи обемни пространства. 